# Conochares elegantula
Conochares elegantula là một loài bướm đêm trong họ Noctuidae.